# Theo Verschueren
Theo Verschueren (ur. 27 stycznia 1943 w Sint-Janssteen) – belgijski kolarz torowy i szosowy, pięciokrotny medalista torowych mistrzostw świata.

## Kariera
Pierwszy sukces w karierze Theo Verschueren osiągnął w 1960 roku, kiedy zdobył brązowy medal mistrzostw kraju w szosowym wyścigu ze startu wspólnego. Trzy lata później zwyciężył w klasyfikacji generalnej wyścigu Dookoła Belgii w kategorii amatorów, w 1965 roku został mistrzem kraju w derny i madisonie, a w 1966 roku wygrał Omloop van de Westkust De Panne. Na rozgrywanych w 1969 roku torowych mistrzostwach świata w Antwerpii zdobył srebrny medal w wyścigu ze startu zatrzymanego zawodowców, ulegając jedynie Jacobowi Oudkerkowi z Holandii. Wynik ten powtórzył na mistrzostwach świata w Leicester w 1970 roku, gdzie wyprzedził go tylko Ehrenfried Rudolph z RFN oraz podczas mistrzostw świata w Montrealu w 1974 roku, gdy najlepszy okazał się Holender Cees Stam. W tej samej konkurencji Verschueren zdobył ponadto złote medale na mistrzostwach świata w Varese w 1971 roku oraz na rozgrywanych rok później mistrzostwach w Marsylii. Łącznie zdobył 17 medali torowych mistrzostw Belgii, w tym dziesięć złotych oraz dwa brązowe medale szosowych mistrzostw kraju. Nigdy nie wystartował na igrzyskach olimpijskich.